# أبو حفص بن شيري
أبو حفص بن شيري (؟ - 628 هـ) العاهل لوالي ميورقة الأخير أبو يحيى ابن أبي عمران التينمللي خلال غزو ميورقة. يرجع الصلة إلى جبلة بن الأيهم الغساني. عندما رأى أن سقوط مدينة ميروقة وشيك أثناء الحصار هرب إلى الجبال ومعه 16,000 من الناجين لمقاومة حصار القوات الصليبية.
توفي في 10 ربيع الأول 628 للهجرة (14 فبراير 1231).